# 炭库乡
炭库乡，是中华人民共和国四川省乐山市沐川县曾经下辖的一个乡。2019年12月，撤销炭库乡，将其所属行政区域划归大楠镇管辖。

## 行政区划
炭库乡撤销前下辖以下地区：
罗家坝社区、太平村、新开村、友谊村、茶林村、乐园村和石碑村。